# ツインフォールズ郡 (アイダホ州)
ツインフォールズ郡（英: Twin Falls County）は、アメリカ合衆国アイダホ州の南部に位置する郡である。人口は9万0046人（2020年）。郡庁所在地はツインフォールズ市であり、同郡で人口最大の都市でもある。1907年2月21日に設立され、郡名はスネーク川の2つに分かれた滝 に因んでいる。スネーク川は市の北境界になっている。ツインフォールズ郡はツインフォールズ小都市圏に属している。

## 歴史
1860年より前、後にツインフォールズ郡となった地域はオレゴン・カントリーの一部であり、ショショーニ族インディアンの土地で未編入だった。1864年にアイダホ準州のオワイヒー郡の一部として編入された。1879年、オワイヒー郡から分離されカシア郡となった。
アイダホ州が1890年に州に昇格した後でも、ツインフォールズの地域はほとんど人が住んでおらず、重要な集落も無かった。ツインフォールズ市が1904年に設立され、1905年にミルナー・ダムが完工した後に変化が起きた。郡内の他の町もほぼこの時期に設立された。これら新しい町に地方政府が必要になったので、カシア郡の郡庁所在地アルビオンは80マイル (130 km) も離れていたこともあり、1907年2月21日にアイダホ州議会により、ツインフォールズ郡が設立された。

## 地理
アメリカ合衆国国勢調査局に拠れば、郡域全面積は1928.47平方マイル (4,994.7 km2)であり、このうち陸地は1925.03平方マイル (4,985.8 km2)、水域は3.44平方マイル (8.9 km2)で水域率は0.18％である

### 隣接する郡
- グッディング郡 - 北
- ジェローム郡 - 北東
- カシア郡 - 東
- エルコ郡 (ネバダ州) - 南
- オワイヒー郡 - 西
- エルモア郡 - 北西

### 国立保護地域
- ヘイガーマン化石層国立保護区
- ソートゥース国立の森（部分）

### 高規格道路
- - アメリカ国道30号線
- - アメリカ国道93号線
- - アイダホ州道50号線
- - アイダホ州道74号線

## 人口動態
以下は2000年国勢調査による人口統計データである。
| 基礎データ - 人口: 64,284人 - 世帯数: 23,853 世帯 - 家族数: 16,959 家族 - 人口密度: 13人/km2（33人/mi2） - 住居数: 25,595軒 - 住居密度: 5軒/km2（13/mi2） 人種別人口構成 - 白人: 92.47% - アフリカン・アメリカン: 0.19% - ネイティブ・アメリカン: 0.71% - アジア人: 0.76% - 太平洋諸島系: 0.08% - その他の人種: 3.77% - 混血: 2.02% - ヒスパニック・ラテン系: 9.37% 先祖による構成 - ドイツ系：17.9％ - イギリス系：17.7％ - アメリカ人：10.9％ - アイルランド系：7.3％ 年齢別人口構成 - 18歳未満: 27.9% - 18-24歳: 10.4% - 25-44歳: 26.0% - 45-64歳: 21.5% - 65歳以上: 14.3% - 年齢の中央値: 35歳 - 性比（女性100人あたり男性の人口） - 総人口: 96.5 - 18歳以上: 93.7 | 世帯と家族（対世帯数） - 18歳未満の子供がいる: 34.7% - 結婚・同居している夫婦: 58.0% - 未婚・離婚・死別女性が世帯主: 9.2% - 非家族世帯: 28.9% - 単身世帯: 23.6% - 65歳以上の老人1人暮らし: 10.4% - 平均構成人数 - 世帯: 2.64人 - 家族: 3.13人 収入と家計 - 収入の中央値 - 世帯: 34,506米ドル - 家族: 39,886米ドル - 性別 - 男性: 30,058米ドル - 女性: 20,825米ドル - 人口1人あたり収入: 16,678米ドル - 貧困線以下 - 対人口: 12.7% - 対家族数: 9.1% - 18歳未満: 16.0% - 65歳以上: 9.3% |

## 都市と町
- ツインフォールズ - 郡庁所在地
- ブール
- キャッスルフォード
- ファイラー
- ハンセン
- ホリスター
- キンバリー
- マートー
- ロジャーソン